# Carlo Ruzzini
Carlo Ruzzini (Veneza, 11 de novembro de 1653 - 5 de janeiro de 1735) foi um diplomata e o 113.º doge de Veneza, eleito em 1732.
Carlo Ruzzini era filho de de Marco e Caterina Zeno, e tinha dois irmãos. Com uma fortuna relativamente importante, decidiu muito cedo consagrar-se à diplomacia, esperando por este meio evoluir na vida social da época. O declínio da República de Veneza e a Segunda Guerra Austro-Turca na qual Veneza esteve envolvida entre 1684 e 1699 fizeram com que fossem necessários diplomatas hábeis, o que favoreceu a carreira de Ruzzini.
Um dos factos interessantes deste período da sua vida é a tenacidade que ele demonstrou durante as negociações em Karlowitz (1698 - 1699), entre as potências da Santa Liga e o Império Otomano, tentando, não sem dificuldade, obter benefícios para o seu país. A Paz de Karlowitz, assinada em 26 de janeiro de 1699, permitiu às potências europeias tirar proveito da sua vitória. Os otomanos cederam muitos territórios (a maioria da Hungria, a Transilvânia e a Eslavónia para a Áustria, e a Podólia para a Polónia), e desta "distribuição", Veneza obteve, graças à capacidade negocial de Carlo Ruzzini, a maioria da Dalmácia e da Moreia (a península do Peloponeso), que os turcos retomaram pelo Tratado de Passarowitz em 1718.